# El Shoq
El Shoq é um filme de drama egípcio de 2011 dirigido e escrito por Khaled El Hagar. Foi selecionado como representante do Egito à edição do Oscar 2012, organizada pela Academia de Artes e Ciências Cinematográficas.

## Elenco
- Ruby - Shoq
- Ahmed Azmi - Hussin
- Sawsan Badr - Fatma